# Пери, Яаков
Яаков Пери (ивр. יעקב פרי‎; род. 20 февраля 1944 года, Тель-Авив, Подмандатная Палестина) — израильский политик и государственный деятель, бывший глава общей службы безопасности Израиля «Шабак», депутат кнессета 19-го и 20-го созывов, министр науки, технологии и космоса Израиля в тридцать третьем правительстве Израиля.

## Биография
Яаков Пери родился 20 февраля 1944 года в Тель-Авиве, на территории Подмандатной Палестины. Учился в Еврейском университете в Иерусалиме, а затем в Тель-Авивском университете.
С 1968 года работал в ШАБАКе, в том числе с 1972 года на руководящих должностях. В 1975 году стал начальником учебного отдела, а с 1978 руководителем ШАБАКа по Северному округу Израиля. С 1981 возглавлял ШАБАК в Иерусалиме, Иудее и Самарии. С 1987 года работал заместителем ШАБАКа, а со следующего года — его начальником.
В 1994 году начал учиться в Гарвардском университете, получил диплом в области экономики и управления бизнесом. Вышел в отставку в 1995 году, его преемником стал Карми Гилон.
После ухода со службы Пери возглавил компанию Cellcom, а в 2003 году перешёл на работу в банк «Мизрахи Тфахот». Кроме того, он входил в состав совета директоров компании «Липман Андаса Электронит Лтд.», а также работал в ряде других компаний.
Был членом партии «Кадима» (с 2011 года). В 2012 году перешёл в партию «Йеш Атид», занял пятое место в её предвыборном списке. Так как «Йеш Атид» получила 19 мандатов, Пери вошёл в состав парламента. В ходе формирования третьего правительства Нетаньяху он получил пост министра науки, технологии и космоса.
Пери женат, проживает в Тель-Авиве, владеет ивритом, идишем, английским и арабским языками.